# Båtskärsnäs
Båtskärsnäs (Fins: Paaskeri) is een dorp binnen de Zweedse gemeente Kalix. Het dorp ligt samen met Hästholmen aan de Zweedse weg 721 die een afslag is van de Europese weg 4. Båtskärsnäs ligt op een landtong (nes) in de Botnische Golf en wordt al in de 17e eeuw genoemd; het ligt gunstig voor zalmvangst, want de zalmrijke Kalixälven stroomt ten westen van het dorp de Golf in; de ook zalmrijke Sangis älv doet dat ten oosten van het dorp.
Het dorp komt in vroeger tijden ook voor onder de namen Båtskiäret, Båtskiärsund en Båtskiärsnäset. Het wordt al in de 17e eeuw genoemd; in de 18e eeuw gevolgd door de eerste bebouwing. Letterlijk betekent Båtskärnäs, nes waar houten boten gesneden worden. Plaatselijk is nog in gebruik de koosnaam Baskeri, naar de Finse naam Paaskeri, een verbastering van het Finse woord voor gastarbeiders die hier destijds in de houtindustrie werkten.
Bestuurscentrum: Kalix (tätort)
Tätort: Båtskärsnäs · Bredviken · Gammelgården · Karlsborg · Morjärv · Nyborg · Påläng · Risögrund · Rolfs · Sangis · Töre
Småort: Åkroken · Björkfors · Börjelsbyn · Granholmen · Innanbäcken · Innanlandet · Kälsjärv · Lappbäcken · Målson · Månsbyn · Ryssbält · Siknäs · Storön · Stråkanäs · Sören · Vallen · Vånafjärden
Overig: Björkvattnet · Bjumisträsk · Bondersbyn · Brattlandet · Empoberget · Forsbyn · Granån · Grubbnäsudden · Grytnäs · Hällfors · Holmträsk · Hömyrfors · Kamlunge · Klinten · Korpikå · Långfors · Lantjärv · Marieberg · Moån · Östanfjärden · Östra Flakaträsk · Östra Granträsk · Övermorjärv · Räktjärv · Rian · Småkvarn · Sockenträsk · Stora Lappträsk · Storsien · Tjäruträsk · Törböle · Törefors · Västannäs · Västra Flakaträsk · Vitvattnet ·